# Sainte-Colombe-en-Auxois
 Sainte-Colombe-en-Auxois,  denominado  Sainte-Colombe hasta el 6 de diciembre de 2014, es una población y comuna francesa, en la región de Borgoña, departamento de Côte-d'Or, en el distrito de Montbard y cantón de Semur-en-Auxois.

## Demografía
| 64 | 56 | 44 | 45 | 53 | 59 | 57 |
| Para los censos de 1962 a 1999 la población legal corresponde a la población sin duplicidades (Fuente: INSEE [Consultar]) |    |    |    |    |    |    |